# Cân bằng ưa nước - ưa béo
Các chất hoạt động bề mặt thường được đánh gia tính chất thông qua một chỉ số được gọi là Cân bằng ưa nước - ưa béo (Hydrophilic-lipophilic balance), viết tắt HLB. Chỉ số này được xác định bằng cách tính toán các giá trị cho các vùng của phân tử như đã được mô tả bởi Griffin trong năm 1949 và 1954. Các phương pháp khác cũng được đưa ra nhất là vào năm 1957 bởi Davies.

## Phương pháp của Griffin
Phương pháp của Griffin cho các chất hoạt động bề mặt không ion như đã được mô tả vào năm 1954 làm như sau:
HLB = 20 x (Mh/M)
Với: Mh là khối lượng phân tử của thành phần ưa nước của phân tử và M là khối lượng phân tử của toàn bộ phân tử, đưa ra kết quả trong dải từ 0-20. Giá trị HLB = 0 tương ứng với 1 phân tử ưa béo hoàn toàn. Và giá trị HLB = 20 tương ứng với 1 phân tử ưa nước hoàn toàn.
Giá trị HLB có thể được sử dụng để tiên đoán các tính chất hoạt động bề mặt của 1 phân tử:
HLB < 10: Có thể hòa tan béo (không thể hòa tan nước).
HLB > 10: Có thể hòa tan nước (không thể hòa tan béo).
Giá trị HLB từ 4-8 chỉ ra một tác nhân pha bọt.
Giá trị HLB từ 7-11 chỉ ra một chất nhũ hóa hệ nước trong dầu (W/O)
Giá trị HLB từ 12-16 chỉ ra một chất nhũ hóa hệ dầu trong nước (O/W)
Giá trị LB từ 11-14 chỉ ra một tác nhân thấm ướt.
Giá trị HLB từ 12-15 chỉ ra một tác nhân tẩy rửa.
Giá trị HLB từ 16-20 chỉ ra một tác chất gây hòa tan hay hydrotrope (hợp chất mà hòa tan các hợp chất kỵ nước vào trong dung dịch nước).
Phương pháp của DAVIES
Vào năm 1957, Davies giới thiệu một phương pháp dựa trên cơ sở tính toán giá trị trên các nhóm của phân tử. 
Phương pháp này làm như sau:
HLB = 7 + m * Hh - n*Hl
Với: m là số các nhóm ưa nước trong phân tử.
```
Hh là giá trị của các nhóm ưa nước.
n: là số nhóm ưa béo trong phân tử.
Hl là giá trị các nhóm ưa béo.
```